# Méthanearséniate disodique
Le méthanearséniate disodique (ou DSMA pour disodium methanearsenate ou disodium methyl arsonate) est — dans la famille des arséniates organiques — un pesticide à base d'arsenic, mis sur le marché comme herbicide.
C'est un produit toxique ; comme d'autres molécules de la même famille, également utilisée dans la formulation de certains pesticides,
Tout comme le méthanearséniate monosodique (dit « MSMA » pour monosodique methyl arsenate), il est classé par l'IARC dans le « Groupe 1 » (cancérigènes pour l'homme). 

C’est néanmoins en tant que tel — c'est-à-dire tant qu’il n’est pas dégradé en arsenic — une forme organique moins toxique que l'arsenic, qui a notamment remplacé l'arséniate de plomb, très toxique, autrefois utilisé dans l'agriculture, la viticulture, la fructiculture ou sur les terrains de golf.
Il fait partie d'une liste de pesticides qui font l'objet d'une révision par l'EPA, qui pourrait conduire à une révocation du permis fédéral.

## Dénominations commerciales
- Metharsinat
- Arrhenal
- Disomear
- Metharsan
- Stenosine
- Tonarsan
- Tonarsin
- Arsinyl
- Arsynal
- Diarsen

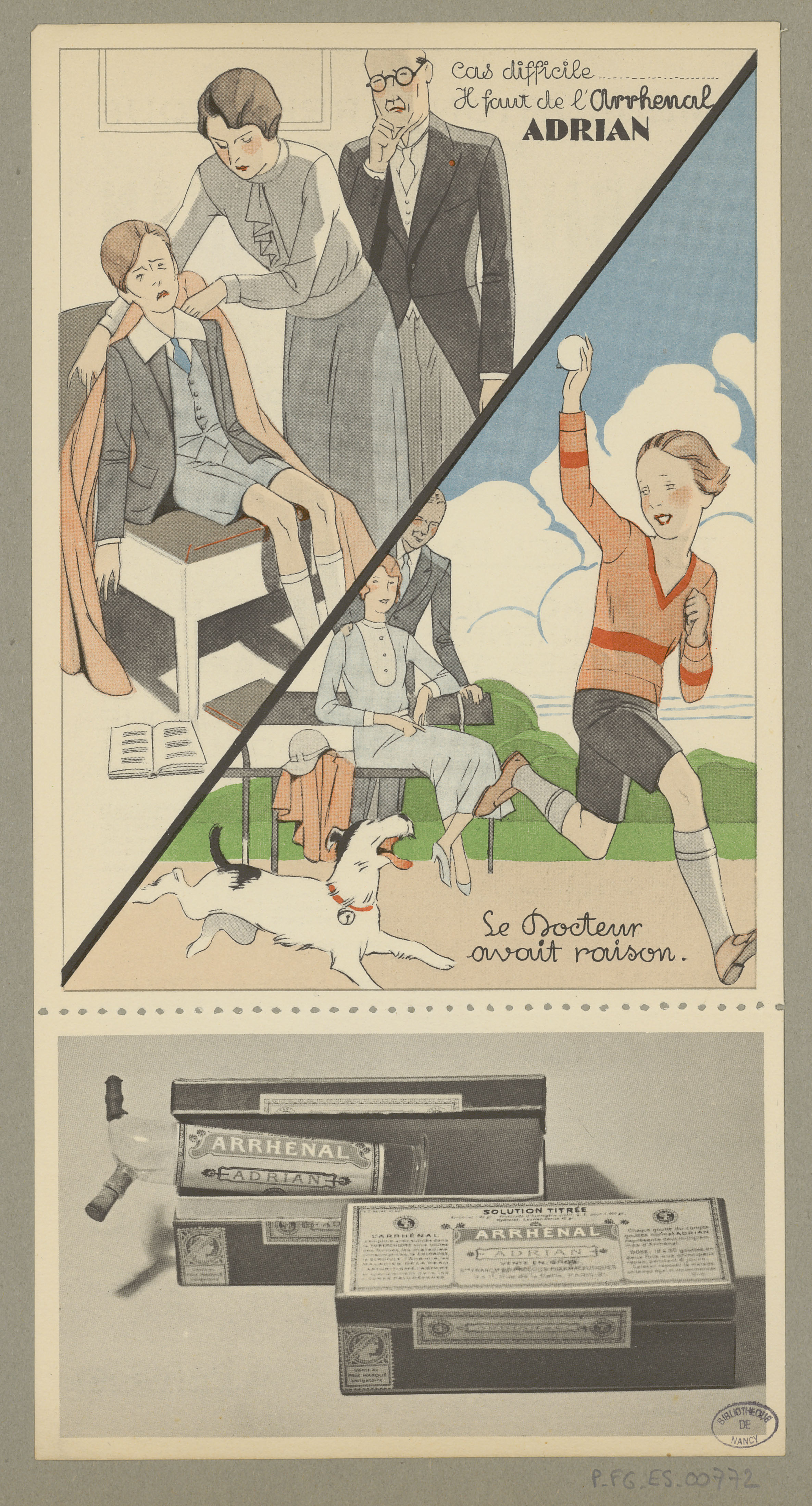
publicité pharmaceutique

Le méthanearséniate disodique était autrefois  utilisé comme médicament sous le nom d‘Arrhenal,.

## Règlementation
En Europe ce produit est notamment soumis à la directives Biocide et à la directive pesticide, ainsi qu'aux textes concernant les déchets toxiques
Dans la plupart des pays disposant d'une législation environnementale, les résidus de ce produit (fonds de bidons, de cuve, etc.) sont à stocker, protéger et éliminer en tant que déchet dangereux et déchet toxique, et à éliminer par des filières appropriées.
Les pesticides à base d'arsenic sont maintenant classés comme matières dangereuses en Amérique du Nord et au Canada (selon le Règlement sur les matières dangereuses). Ses résidus sont doivent être gérés comme des déchets dangereux, à la suite notamment de la contamination de vastes parcelles de forêt par ce produits utilisé comme insecticide.